# Himmelgeister Kastanie

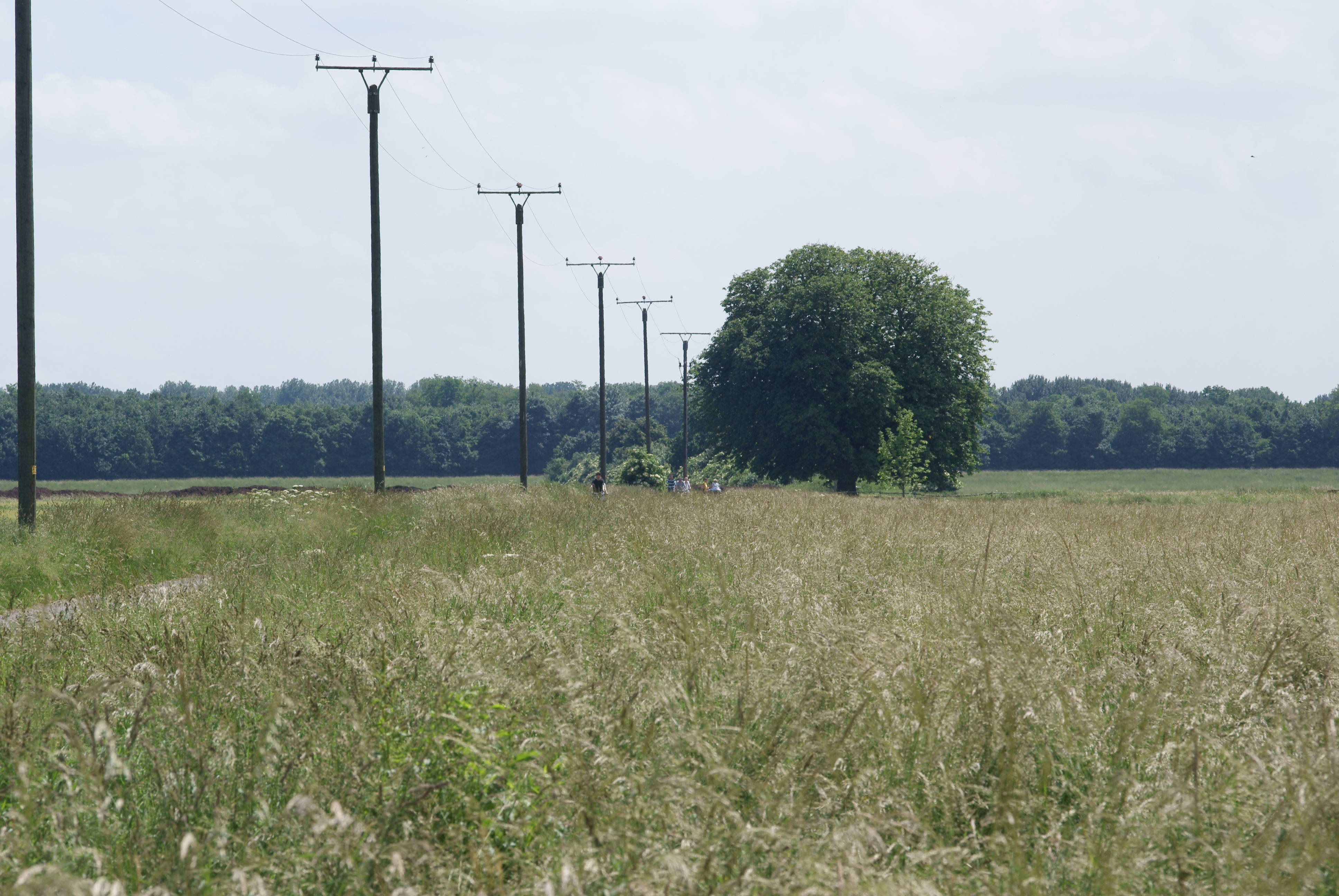
Himmelsgeister Kastanie, Düsseldorf (Kastanie sommergrün).

Die Himmelgeister Kastanie war eine Rosskastanie und stand in der Feldflur etwas außerhalb des Naturschutzgebiets Himmelgeister Rheinbogen im Düsseldorfer Stadtteil Himmelgeist. Der freistehende Baum hatte ein geschätztes Alter zwischen 150 und 200 Jahren. 1997 wurde dieser Baum von der Stadt Düsseldorf zum Naturdenkmal erklärt. Zwischen dem 14. Dezember 2015 und Oktober 2024 existierte von der Himmelsgeister Kastanie noch ein 5 Meter hohes Stück des Stammes, das zu einer Skulptur umgestaltet wurde. Auch dieses musste schließlich aus Sicherheitsgründen entfernt werden, da es vermorscht war.
Eigentümer war die Arenberg-Schleiden GmbH. 

## Geschichte

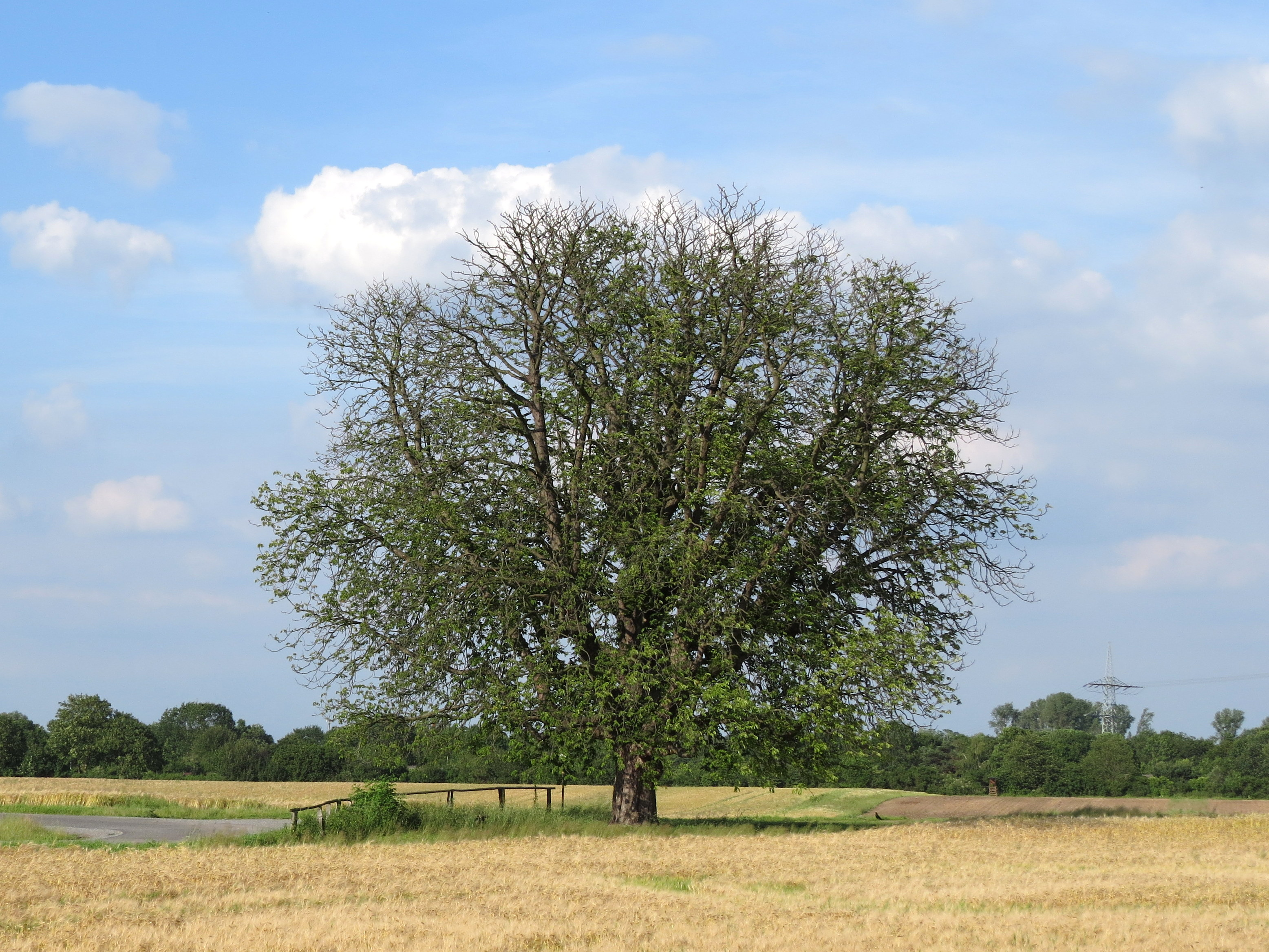
Naturdenkmal Himmelgeister Kastanie, fotografiert am 11. Juni 2014

Im Jahre 2006 sollte der Baum wegen Krankheit gefällt werden. Einige Spaziergänger, die das mitbekamen, schlossen sich zusammen, nannten sich fortan Baumgeister und sammelten im Stadtteil Himmelgeist Unterschriften. Mithilfe dieser Unterschriftenaktion und eines zweiten Gutachtens, das die Standfestigkeit des Baumes bestätigte, konnte dieser gerettet werden.
Obwohl der Baum auch dem Orkan Kyrill im Jahr 2007 unbeschadet standhielt, drohte dem Naturdenkmal (#203041) 2013 erneut die Fällung.
Trotz aller Sicherheitsbedenken konnte dem Baum auch der schwere Orkan am 9. Juni 2014 nicht schaden, während in der unmittelbaren Umgebung unzählige Bäume vom Sturm entwurzelt und abgeknickt wurden.

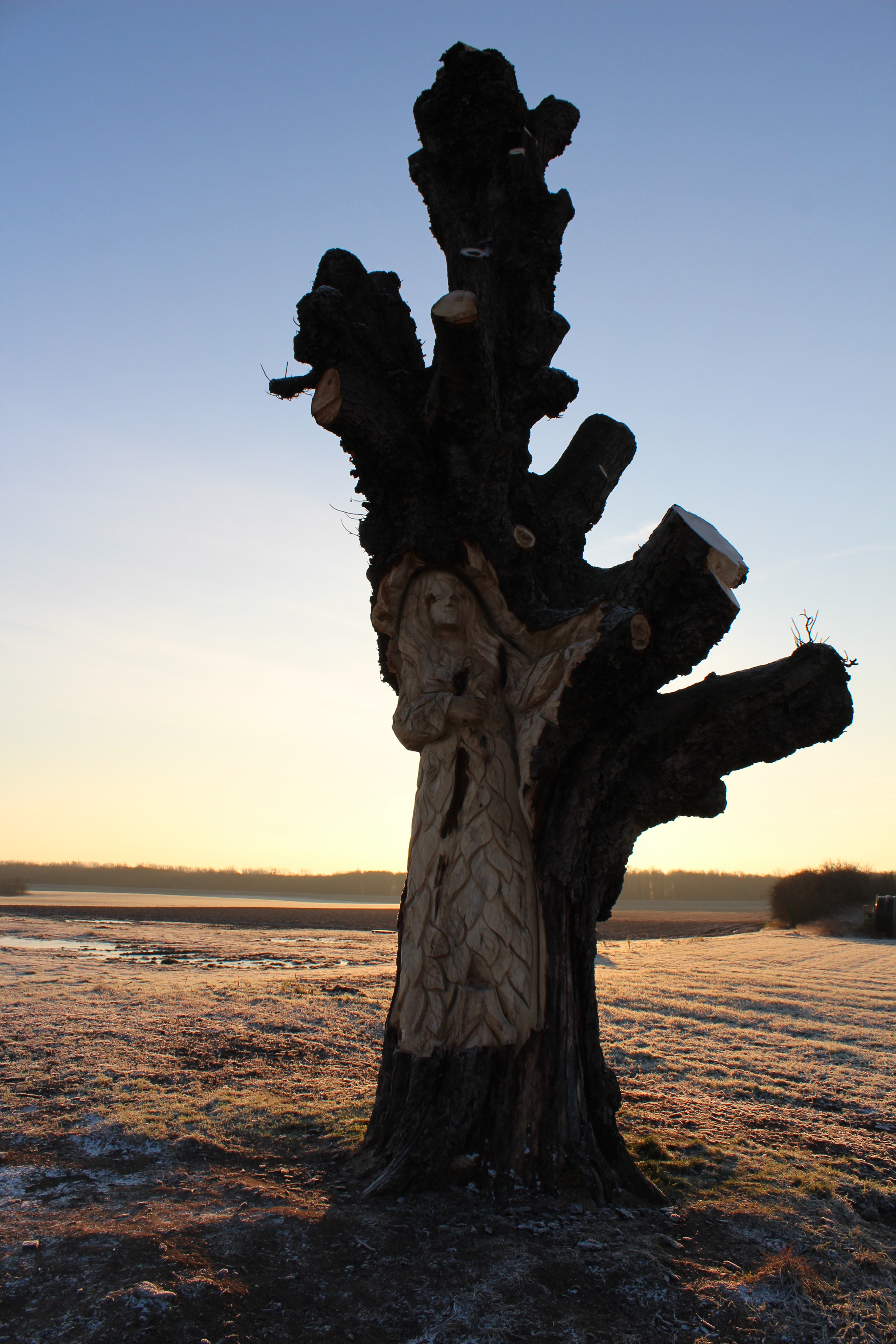
Skulptur des Baumgeistes „Jüchtwind“ im Stumpf der Kastanie, fotografiert am 18. Januar 2016

Nachdem bei einem Sturm im November 2015 ein acht Meter langer Ast aus der Krone gebrochen und zu Boden gestürzt war, wurde endgültig das Ende des von einem Pilz Phytoptora befallenen und zu weiten Teilen abgestorbenen Baumes beschlossen. Diesmal gab es auch keine Proteste und am 14. Dezember wurden alle Äste entfernt, nur ein 5 Meter hoher Stamm sollte dauerhaft erhalten bleiben. Dieser wurde durch den Kettensägenschnitzer Jörg Bäßler zu einer Skulptur in Form eines Baumgeistes gestaltet.
Im Oktober 2024 musste auch der künstlerisch gestaltete Stumpf entfernt werden, da er durchgehend morsch war und die Sicherheit seiner Besucher gefährdete.

## Lage und Postanschrift
Am Tag des Baumes im April 2007 erhielt die Kastanie nach der Bräutigamseiche im Dodauer Forst bei Eutin als zweiter Baum in Deutschland eine eigene offizielle Postanschrift von der Deutschen Post AG mit eigenem Briefkasten und täglicher Zustellung durch den Briefträger. Sie lautete:
Baumgeist, Himmelgeister Kastanie, Kölner Weg, 40589 Düsseldorf, Deutschland
Die Deutsche Post AG hat im Dezember 2015 die offizielle „Anschrift“ des Baumes nach seiner Fällung gestrichen, dies jedoch am 11. August 2016 revidiert.
Die Entgegennahme und Beantwortung der Post wurde durch eine Gruppe von Baumschützern, den „Freundeskreis der Himmelgeister Baumgeister“, übernommen, die sich im Rahmen der Rettungsaktion 2006 zusammengefunden hatte und in diesem Rahmen auch die Homepage der Himmelgeister Kastanie betrieb. Bei dieser Arbeit wurde auch der Baumgeist „Jüchtwind“ geschaffen, der in dem Baum wohnen sollte und in dessen Namen auf die Zuschriften geantwortet wurde.
Seit dem 25. April 2009 waren die Himmelgeister Kastanie und die Eutiner Bräutigamseiche „verheiratet“.